# Cathédrale Saint-Georges de Wiener Neustadt
La cathédrale Saint-Georges de Wiener Neustadt est la cathédrale de l’ordinariat militaire d’Autriche, ainsi qu’une basilique mineure située dans le château de Wiener Neustadt, en Autriche. Elle sert aussi d’église à l’académie militaire thérésienne, qui se trouve également dans le château. 

## Description
Le chantier, commandité par l’empereur Frédéric III qui l’a confié à l’architecte Peter Pusika, débute en 1440 et s’achève en 1460. À partir de 1479, l’église devient le siège de l’ordre de Saint-Georges et à la dissolution de ce dernier en 1600 elle est transférée aux jésuites.
Le château et l’église sont en gravement endommagés par un bombardement le 12 mars 1945, ce qui entraîne une longue restauration de 1946 à 1951. En 1963 elle devient le siège du vicariat militaire d’Autriche puis celui de l’ordinariat militaire après la création de celui-ci en 1986. Dans l’intervalle elle est également devenu une basilique mineure en 1967.